# Chile F6 Futures
Chile F6 Futures là 1 giải tennis được tổ chức trên mặt sân đất nện ngoài trời. Giải đấu được tổ chức bởi International Tennis Federation (ITF) Futures Tour. Giải thi đấu ở Concepcion, Chile từ năm 1999.

## Các trận chung kết

### Đơn nam
| Năm  | Vô địch           | Á quân                      | Kết quả       |
| ---- | ----------------- | --------------------------- | ------------- |
| 2010 | Stefano Travaglia | Cristobal Saavedra-Corvalan | 6-4, 6-1      |
| 2009 | Adrián García     | Agustín Picco               | 6-3, 6-2      |
| 2008 | Không tổ chức     | Không tổ chức               | Không tổ chức |
| 2007 | Jorge Aguilar     | Leandro Migani              | 6-1, 3-6, 7-5 |
| 2006 | Không tổ chức     | Không tổ chức               | Không tổ chức |
| 2005 | Leonardo Mayer    | Emiliano Redondi            | 6-3, 6-4      |
| 2004 | Không tổ chức     | Không tổ chức               | Không tổ chức |
| 2003 | Phillip Harboe    | Edgardo Massa               | 7-5, 7-5      |
| 2002 | Adrián García     | Sergio Elias                | 7-5, 7-5      |
| 2001 | Không tổ chức     | Không tổ chức               | Không tổ chức |
| 2000 | Sergio Roitman    | Adrián García               | 6-3, 6-3      |
| 1999 | Adrián García     | Leonardo Azzaro             | 3-6, 6-0, 6-2 |

### Đôi nam
| Năm  | Vô địch                                               | Á quân                        | Kết quả          |
| ---- | ----------------------------------------------------- | ----------------------------- | ---------------- |
| 2010 | Guillermo Rivera-Aranguiz Cristobal Saavedra-Corvalan | Javier Munoz Juan Carlos Saez | 6-3 6-4          |
| 2009 | Mauricio Doria-Medina Federico Zeballos               | Gastón Giussani Agustín Picco | 6-3, 4-6, [10-3] |

## Liên kết khác
- ITF search Lưu trữ ngày 12 tháng 2 năm 2010 tại Wayback Machine